# 普拉讷布鲁赫
普拉讷布鲁赫（德語：Planebruch）是德国勃兰登堡州的一个市镇，隶属于波茨坦-米特尔马克县。总面积为65.39平方千米，截至2020年总人口为1025人。